# Holomitrium tortuosum
Holomitrium tortuosum är en bladmossart som beskrevs av Mitten 1869. Holomitrium tortuosum ingår i släktet Holomitrium och familjen Dicranaceae. Inga underarter finns listade i Catalogue of Life.